# マイカ・ホフパワー
ジェームズ・マイカ・ホフパワー（James Micah Hoffpauir , 1980年3月1日 - ）は、アメリカ合衆国テキサス州フォートワース出身の元プロ野球選手（一塁手または外野手）。左投左打。
セントルイス・カージナルスなどでプレーしたジャレット・ホフパワーは遠縁にあたる。

## 経歴

### プロ入りとカブス時代

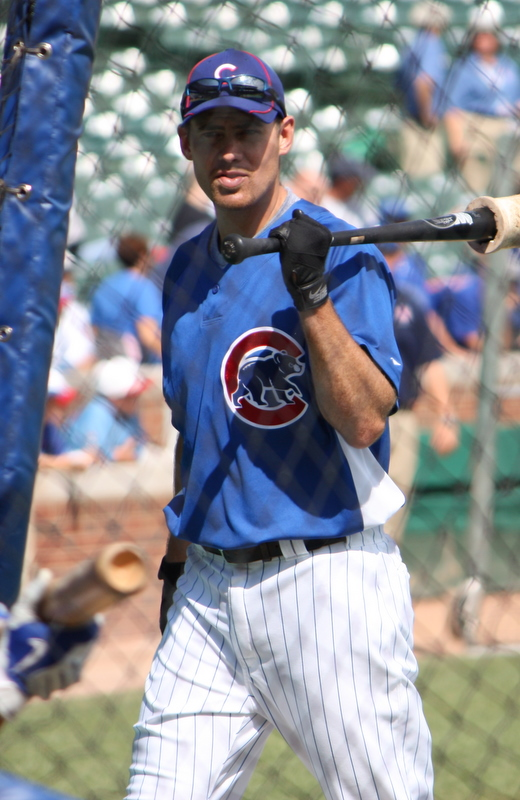
シカゴ・カブスでの現役時代
（2010年9月5日）

2002年のMLBドラフト13巡目（全体393位）でシカゴ・カブスから指名され、プロ入り。
2006年途中にAAA級アイオワ・カブスに昇格するも自身の成績は低迷を続ける。
2008年の開幕から猛烈な勢いで打ち出し、72試合の出場ながら打率.362、本塁打25、打点100という驚異的な数字をマークし打撃が開花。5月18日にメジャーデビューを果たし、メジャーとマイナーを往復しながらも打率.343をマーク。9月25日のニューヨーク・メッツ戦では2本塁打を含む5打数5安打の活躍を見せた。
2009年は外野の両翼と一塁での起用が増え105試合に出場。10本塁打を放つが、メジャー・マイナーともに打率は2割前半までに落ち込んだ。
2010年は大半をマイナーで過ごすも、シーズン途中にデレク・リーが移籍したため、8月23日のワシントン・ナショナルズ戦でメジャー再昇格。ゼイビア・ネイディらとの併用でのスタメン出場もあったが、24試合の出場に留まり、打率.173、本塁打なし、5打点に終わった。

### 日本ハム時代
2010年11月19日には北海道日本ハムファイターズとの契約合意が発表された。
2011年4月12日の埼玉西武ライオンズの開幕戦にNPB初先発出場を果たす。2回裏に涌井秀章から初打席初安打、4回裏に初打点を放つと、翌13日の西武戦には2回裏に帆足和幸からNPB第1号本塁打を放った。4月17日の千葉ロッテマリーンズ戦では、1回裏に大嶺祐太から2試合連続となる逆転満塁本塁打を放ち、この日プロ初先発の斎藤佑樹の初勝利に貢献した。その試合の後、5月まで打率.238、7本塁打、OPS.786を残すが、6月と7月にかけては打率.200、2本塁打、OPS.610と低迷した。その後は左投手相手にはスタメンを外れるなど首脳陣の信頼を得られず、この年から導入された統一球の影響が大きくあり、最終的には12本塁打36打点に留まった。打率も.222と低迷したが、四球はチームで2番目に多い38個を選んでいる。クライマックスシリーズのファーストステージ第2戦では、4回裏に西口文也から右中越ソロ本塁打を放った。
2012年は日本の野球に順応し、ターメル・スレッジが故障で離脱した後の前半戦は主に7番スタメンで出場し勝負強さを見せた。11月5日に、ブライアン・ウルフと同時に2013年の契約が最速で合意に達した。
2013年は5月2日と3日に球団史上初、日本プロ野球史上でも2006年のタイロン・ウッズ（中日）以来史上7人目、パ・リーグでは2005年のベニー・アグバヤニ（ロッテ）以来史上5人目となる2試合連続満塁本塁打を放ったが、打撃不振で9月4日に出場選手登録を抹消され、翌9月5日に球団から退団することが発表された。

### 現役引退後
日本ハムを退団した2013年オフ、現役を引退。
2022年はアメリカ合衆国テキサス州にて、保険代理店営業マンとして働いている。

## 選手としての特徴
2009年に10打数に1本の割合で長打を放ったパワーを生かした豪快な一発とハッスルプレーが持ち味で、そのプレースタイルからハッスル・ザ・ホフの愛称でシカゴのファンから親しまれた。一方で三振も多く、4打席に1度以上の割合で三振を喫している。
前述の通り、毎年春先は好成績を残すが5月以降に失速する傾向がある。特に7月から8月末までにかけては通算打率1割台と調子が悪く、本人は原因について「最初が良いので、俺は打てるんだとうぬぼれてしまうのが間違い」と語っている。
一塁と外野両翼を守ることができるが、守備はいまいちで守備防御点やUZRでも平均以下の数値が残っている。しかし、送球の捕球能力は非常に高く、ワンバウンド送球を後ろに逸らすことはポジションを争う稲葉篤紀と比べ非常に少ない。

## 人物
日本ハムでチームメイトだったボビー・スケールズは、カブスでも同僚であった。日本ハムでは、スケールズが水戸黄門に登場する佐々木助三郎の愛称にちなんだ「スケさん」と呼ばれたのに対し、ホフパワーは渥美格之進にちなんだ「カクさん」と呼ばれ、親しまれた。
応援歌は、かつて在籍していたマイカ・フランクリンのものが使用されている。
2012年の日本生命セ・パ交流戦の横浜DeNAベイスターズ戦では試合前に当時のDeNAの監督だった中畑清から「こんなに凄いバッターを代打で使えるなんて羨ましいよ」と言われた。

## 退場歴
2013年8月21日の対東北楽天ゴールデンイーグルス戦の6回表で、見逃し三振に倒れた打席で、見逃した最後の球をストライク判定されたことを不服として、球審の佐々木昌信に暴言を吐いたとして退場処分を受けた。

## 詳細情報

### 年度別打撃成績
| 年 度    | 球 団    | 試 合 | 打 席 | 打 数 | 得 点 | 安 打 | 二 塁 打 | 三 塁 打 | 本 塁 打 | 塁 打 | 打 点 | 盗 塁 | 盗 塁 死 | 犠 打 | 犠 飛 | 四 球 | 敬 遠 | 死 球 | 三 振 | 併 殺 打 | 打 率 | 出 塁 率 | 長 打 率 | O P S |
| -------- | -------- | ----- | ----- | ----- | ----- | ----- | -------- | -------- | -------- | ----- | ----- | ----- | -------- | ----- | ----- | ----- | ----- | ----- | ----- | -------- | ----- | -------- | -------- | ----- |
| 2008     | CHC      | 33    | 80    | 73    | 14    | 25    | 8        | 0        | 2        | 39    | 8     | 1     | 0        | 0     | 0     | 6     | 0     | 1     | 24    | 0        | .342  | .400     | .534     | .934  |
| 2009     | CHC      | 105   | 257   | 234   | 28    | 56    | 12       | 1        | 10       | 100   | 35    | 1     | 0        | 0     | 2     | 20    | 1     | 1     | 46    | 3        | .239  | .300     | .427     | .727  |
| 2010     | CHC      | 24    | 57    | 52    | 5     | 9     | 3        | 0        | 0        | 12    | 5     | 0     | 0        | 0     | 0     | 5     | 0     | 0     | 15    | 3        | .173  | .246     | .231     | .476  |
| 2011     | 日本ハム | 122   | 373   | 329   | 29    | 73    | 14       | 0        | 12       | 123   | 36    | 0     | 2        | 0     | 6     | 38    | 3     | 0     | 99    | 7        | .222  | .298     | .374     | .671  |
| 2012     | 日本ハム | 109   | 325   | 296   | 28    | 73    | 13       | 0        | 14       | 128   | 37    | 1     | 1        | 0     | 1     | 25    | 0     | 3     | 81    | 3        | .247  | .311     | .432     | .743  |
| 2013     | 日本ハム | 69    | 163   | 145   | 13    | 27    | 3        | 0        | 5        | 45    | 15    | 0     | 0        | 0     | 0     | 16    | 1     | 2     | 53    | 2        | .186  | .276     | .310     | .586  |
| MLB：3年 | MLB：3年 | 162   | 394   | 359   | 47    | 90    | 23       | 1        | 12       | 151   | 48    | 2     | 0        | 0     | 2     | 31    | 1     | 2     | 85    | 6        | .251  | .312     | .421     | .733  |
| NPB：3年 | NPB：3年 | 300   | 861   | 770   | 70    | 173   | 30       | 0        | 31       | 296   | 88    | 1     | 3        | 0     | 7     | 79    | 4     | 5     | 233   | 12       | .225  | .298     | .384     | .683  |

### 年度別守備成績
NPB
| 年 度 | 球 団    | 一塁  | 一塁  | 一塁  | 一塁  | 一塁  | 一塁     | 外野  | 外野  | 外野  | 外野  | 外野  | 外野     |
| 年 度 | 球 団    | 試 合 | 刺 殺 | 補 殺 | 失 策 | 併 殺 | 守 備 率 | 試 合 | 刺 殺 | 補 殺 | 失 策 | 併 殺 | 守 備 率 |
| ----- | -------- | ----- | ----- | ----- | ----- | ----- | -------- | ----- | ----- | ----- | ----- | ----- | -------- |
| 2011  | 日本ハム | 73    | 614   | 51    | 5     | 41    | .993     | -     | -     | -     | -     | -     | -        |
| 2012  | 日本ハム | 33    | 262   | 18    | 0     | 30    | 1.000    | -     | -     | -     | -     | -     | -        |
| 2013  | 日本ハム | 30    | 239   | 28    | 3     | 23    | .989     | 2     | 1     | 0     | 0     | 0     | 1.000    |
| NPB   | NPB      | 136   | 1115  | 97    | 8     | 94    | .993     | 2     | 1     | 0     | 0     | 0     | 1.000    |

### 表彰
NPB
- 月間サヨナラ賞：1回 （2012年6月）

### 記録
NPB初記録
- 初出場・初先発出場：2011年4月12日、対埼玉西武ライオンズ1回戦（札幌ドーム）、6番・一塁手で先発出場
- 初打席・初安打：同上、2回裏に涌井秀章から中前安打
- 初打点：同上、4回裏に涌井秀章から右前適時打
- 初本塁打：2011年4月13日、対埼玉西武ライオンズ2回戦（札幌ドーム）、2回裏に帆足和幸から右越ソロ
- 初盗塁：2012年9月8日、対オリックス・バファローズ20回戦（京セラドーム大阪）、3回表に三盗（投手：アレッサンドロ・マエストリ、捕手：日高剛）

NPBその他の記録
- 2試合連続満塁本塁打：（2013年5月2日 - 5月3日） ※史上7人目

### 背番号
- 6 （2008年 - 2010年）
- 9 （2011年 - 2013年）